# Craig R. McKinley

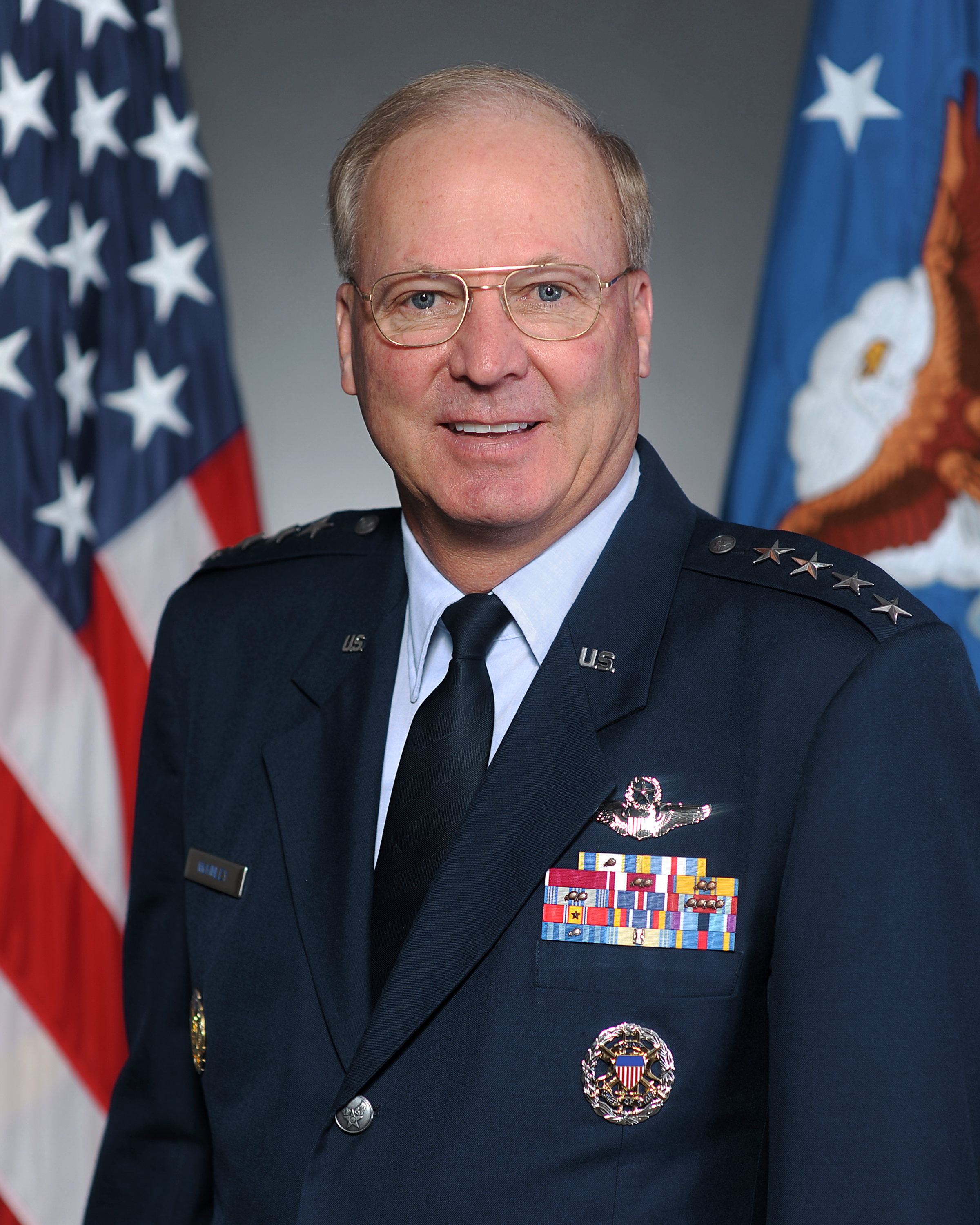
Craig R. McKinley (2008)

 Craig Richard McKinley (* 6. Mai 1952 in Jacksonville, Florida) ist ein pensionierter General der United States Air Force. Er war unter anderem Chief of the National Guard Bureau und Kommandeur der 1. Luftflotte.

## Leben
Über das ROTC-Programm der Southern Methodist University gelangte er im Jahr 1974 in das Offizierskorps der United States Air Force. In dieser durchlief er anschließend alle Offiziersränge vom Leutnant bis zum Vier-Sterne-General.
Im Lauf seiner militärischen Karriere absolvierte er verschiedene Kurse und Schulungen. Dazu gehörten unter anderem eine Ausbildung zum Kampfpiloten und weitere Fortbildungskurse als Pilot neuer Flugzeugtypen; die Squadron Officer School auf der Maxwell Air Force Base in Alabama; das Air Command and Staff College, ebenfalls auf der Maxwell AFB; das National War College in Fort Lesley J. McNair in Washington, D.C.; der Capstone Course ebenfalls in Fort Lesley J. McNair; der Combined Forces Air Component Commander Course, wieder auf der Maxwell AFB, und der Leadership at the Peak Course in Colorado Springs. Außerdem erhielt er akademische Grade von der Webster University und der Harvard University.
In seinen frühen Jahren als Offizier der Luftwaffe war er an verschiedenen Stützpunkten in den Vereinigten Staaten stationiert. Dabei war er als Pilot, Flugausbilder oder Stabsoffizier bei unterschiedlichen Einheiten tätig. Dazwischen absolvierte er die erwähnten Schulungen. Zwischen Mai 1991 und März 1996 kommandierte er, mit einer Unterbrechung für sein Studium am National War College zwischen Mai 1994 und Juni 1995, das 125. Kampfgeschwader (125th Fighter Wing), das in Jacksonville in Florida stationiert war.
McKinleys nächster Auftrag führte ihn zur Tyndall Air Force Base in Florida. Dort gehörte er zwischen März 1996 und Januar 1998 in unterschiedlichen Funktionen dem Stab des Southeast Air Defense Sectors an, der der Air National Guard (ANG) unterstand. Ab Juli 1996 war er Leiter dieser Unterabteilung. Danach wurde er zum Hauptquartier der ANG versetzt, wo er bis zum Februar 2001 das Air National Guard Readiness Center kommandierte. Zwischen März 2001 und Juli 2002 war Craig McKinley stellvertretender Generalinspekteur der Luftwaffe.
In der Folge erhielt er am 1. August 2002 als Nachfolger von Larry K. Arnold auf der Tyndall AFB das Kommando über die 1. Luftflotte. Gleichzeitig kommandierte er das dortige regionale Kontrollzentrum des North American Aerospace Defense Command (NORAD). Diese Ämter bekleidete er bis zum 27. Oktober 2004, als er von M. Scott Mayes abgelöst wurde. Daran schloss sich eine Versetzung nach Stuttgart in Deutschland an. Zwischen November 2004 und November 2005 leitete er dort die Stabsabteilung für Mobilisierung und Reserveangelegenheiten (Director, Mobilization and Reserve Affairs Directorate) beim United States European Command (EUCOM).
Es folgte eine Versetzung zum Hauptquartier der Air Force. Bis zum Mai 2006 gehörte er dessen Stabsabteilung für Planungen und Programme an (Assistant Deputy Chief of Staff for Plans and Programs, Headquarters U.S. Air Force). Danach leitete er zwischen Mai 2006 und November 2008 die Air National Guard. Schließlich wurde er am 17. November 2008 als Nachfolger von H. Steven Blum neuer Chief of the National Guard Bureau. Diesen Posten bekleidete er bis zum 6. September 2012, als Frank J. Grass seine Nachfolge antrat. Wenig später schied er aus dem aktiven Militärdienst aus.
Während seiner aktiven Zeit als Militärpilot absolvierte er über 4000 Flugstunden auf verschiedenen Flugzeugtypen.
Nach seiner Pensionierung war Craig McKinley Präsident der Air Force Association (AFA) und dann bis 2017 Präsident und Vorstandsvorsitzender der National Defense Industrial Association (NDIA). Später wurde er Vorsitzender der Armed Forces Benefit Association.

## Daten der Beförderungen
| Abzeichen | Rang               | Jahr              |
| --------- | ------------------ | ----------------- |
|           | Second Lieutenant  | 18. Mai 1974      |
|           | First Lieutenant   | 8. Dezember 1977  |
|           | Captain            | 21. November 1980 |
|           | Major              | 16. Mai 1986      |
|           | Lieutenant Colonel | 16. Mai 1990      |
|           | Colonel            | 28. Januar 1994   |
|           | Brigadier General  | 28. Januar 1998   |
|           | Major General      | 24. Mai 2001      |
|           | Lieutenant General | 20. Mai 2006      |
|           | General            | 17. November 2008 |

## Orden und Auszeichnungen
Craig McKinley erhielt im Lauf seiner militärischen Laufbahn unter anderem folgende Auszeichnungen:
- Defense Distinguished Service Medal
- Homeland Security Distinguished Service Medal
- Air Force Distinguished Service Medal
- Defense Superior Service Medal
- Legion of Merit
- Meritorious Service Medal
- Air Force Achievement Medal
- Air Force Commendation Medal
- Air Force Outstanding Unit Award
- Combat Readiness Medal
- National Defense Service Medal
- Global War on Terrorism Service Medal
- Humanitarian Service Medal
- Air Force Longevity Service Award
- Armed Forces Reserve Medal